# Centro Comercial Atlantis Plaza

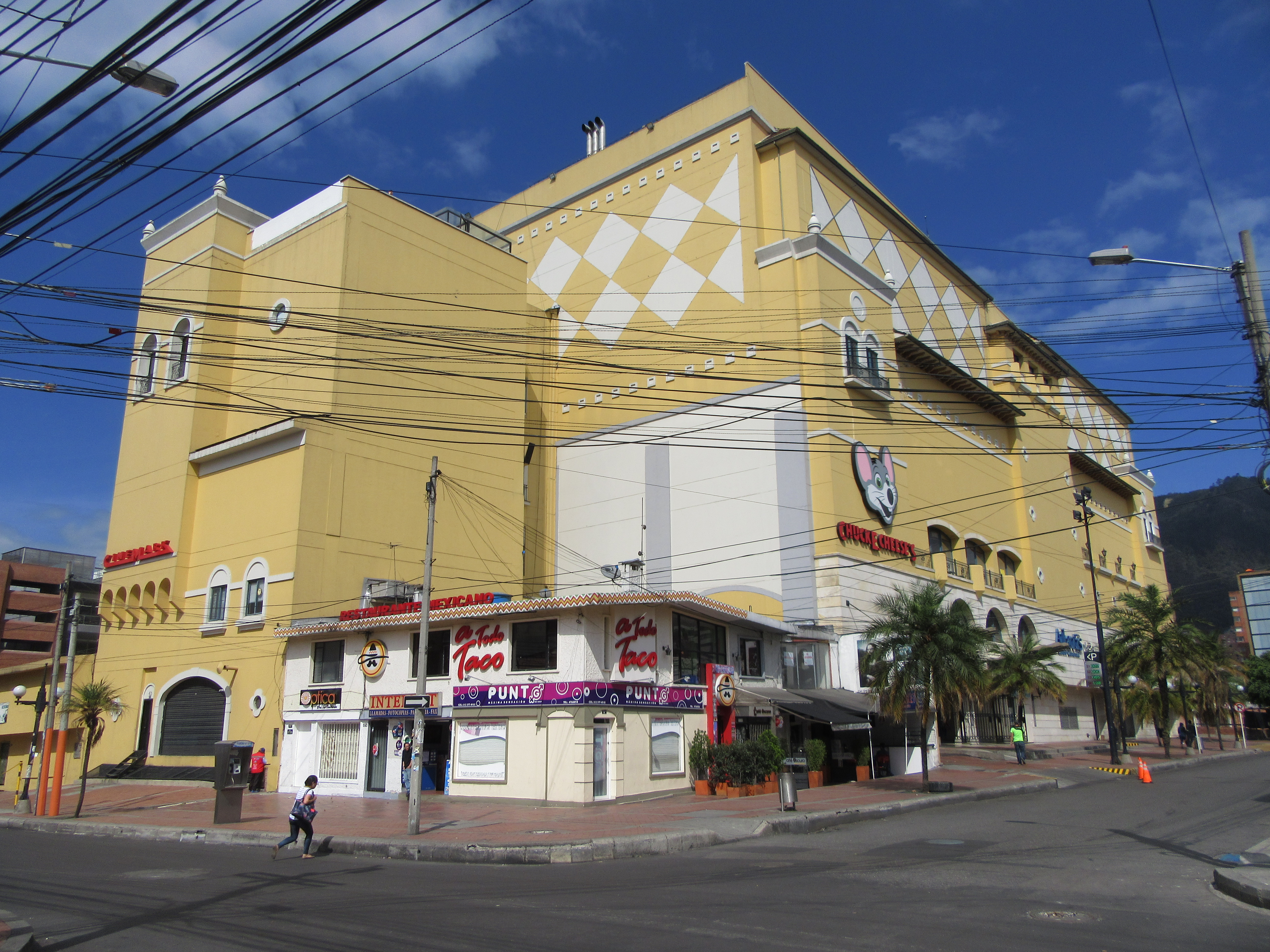
Vista exterior.

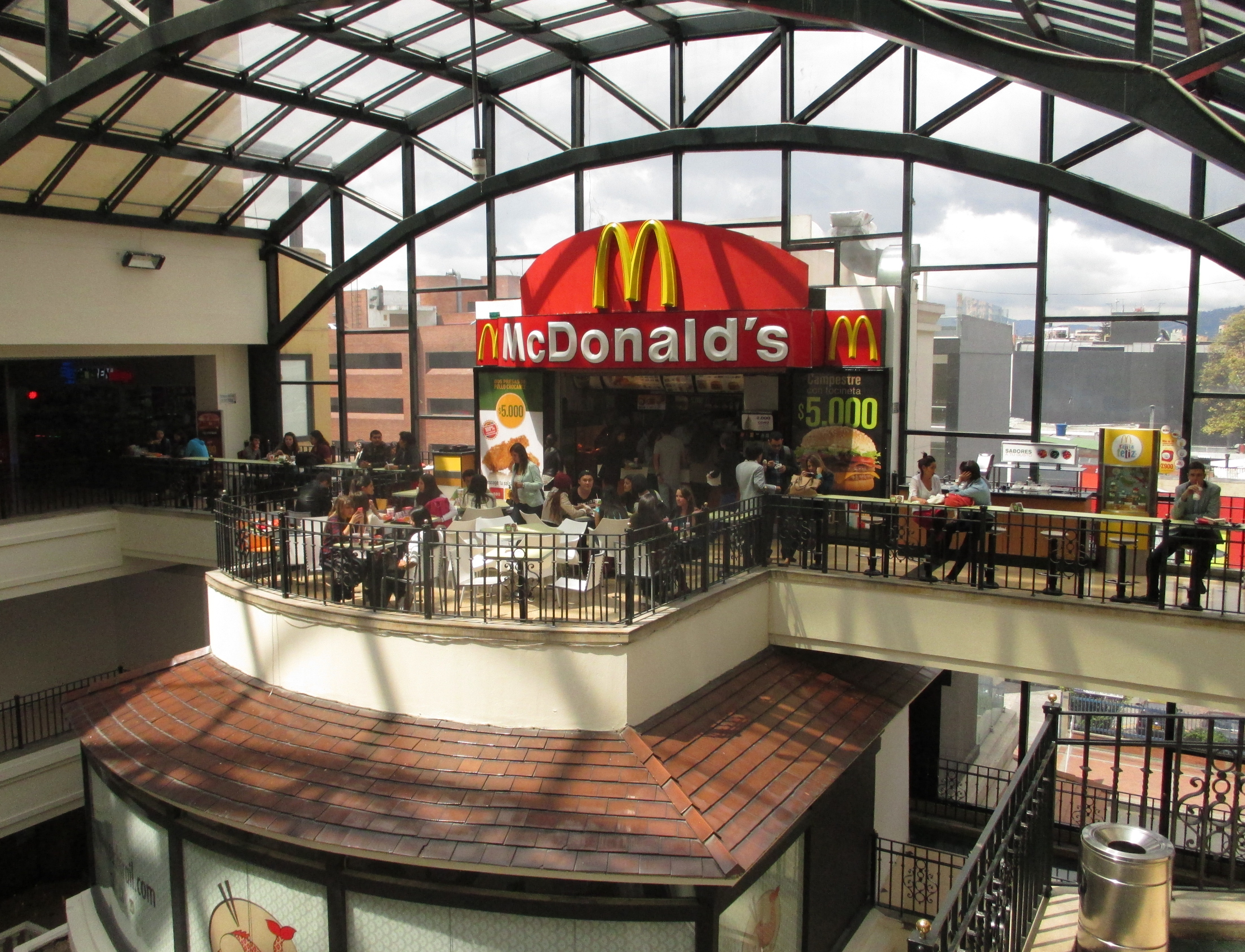
Vista interior.

Atlantis Plaza es un centro comercial ubicado en la ciudad de Bogotá, Colombia. Fue construido en 1999 e inaugurado un año más tarde. Fue diseñado por Design Group Incorporated.

## Historia
Su construcción duró aproximadamente dos años. Su área construida 32.715 metros cuadrados construidos en total y 14.811 metros cuadrados de sótanos
Ocupa un lote de 42,33.39 metros cuadrados, situado en la urbanización El Espartillal entre las calles 80 y 81 y al costado oriental de la carrera 14.